# Cyrillô thành Alexandria
Kirilô của Alexandria (tiếng Hy Lạp: Κύριλλος Ἀλεξανδρείας, tiếng Latinh: Cyrillus Alexandrinus; sinh khoảng 376 – mất 444) là Thượng phụ Alexandria từ 412 đến 444. Ông tựu nhiệm khi thành phố đang ở đỉnh cao ảnh hưởng và quyền lực trong Đế quốc La Mã. Kirilô viết rất nhiều và là một nhân vật chính hàng đầu trong các cuộc tranh luận Kitô học giai đoạn cuối thế kỷ thứ 4 và thứ 5. Ông là một nhân vật trung tâm trong Công đồng Ephesus vào năm 431, dẫn đến việc hạ bệ Nestorius khỏi chức vị Thượng phụ Constantinopolis.
Kirilô đựoc biết đến nhiều nhất qua cuộc tranh cãi của ông với Nestorius và Thượng phụ John I của Antioch - người bị Kirilô trục xuất khỏi Hội đồng Ephesus vì đến trễ. Ông cũng được biết đến qua việc ông trục xuất người theo chủ nghĩa Novatian và đạo Do Thái khỏi Alexandria, và chiến dịch bôi nhọ làm gia tăng căng thẳng mà dẫn đến việc một đám đông Thiên Chúa giáo giết hại nữ triết gia Hypatia. Vụ giết hại Hypatia đã gây sốc trên toàn đế quốc La Mã.
Vào thế kỷ V, các giáo phụ Alexandria đã trở thành những giám mục giàu có và uy quyền nhất trong đế quốc. Trở thành Kitô, người Ai Cập vẫn còn mang những gì còn lại trong tâm tình dân tộc của mình. Các giám mục tự mô tả như là những Đấng kế vị thánh Máccô, nhưng cũng kế nhiệm các thượng tế Amen Ra và có phong cách nào đó của Pharao.
Năm 438, thầy dòng Nestôriô trở thành thượng phụ Constantinople. Dường như ông ta đã làm giám mục tại triều đình có tham vọng mãnh liệt, tin vào hiệu quả lớn mạnh do đời sống cầu nguyện của mình và có ý tiêu diệt mọi lạc thuyết. Đàng khác, không chắc rằng ông đã muốn trở thành lạc giáo. Vào đầu thế kỷ V, các thần học gia đều nhận rằng: đức Kitô vừa là Thiên Chúa vừa là con người. Dầu vậy chưa có định tín về mối tương quan giữa Thiên tính và nhân tính của Người như thế nào. Thánh Kirilô chủ trương rằng: cả hai bản tính kết hợp mật thiết với nhau, đến độ Mẹ Chúa Kitô cũng được gọi là Mẹ Thiên Chúa. Nestôriô thì phân biệt rằng Mẹ Con Trẻ Giêsu chỉ được gọi là Mẹ Chúa Kitô mà thôi. Mỗi bên đều tố cáo bên kia là lạc giáo.
Thánh Kirilô liên kết với các tu sĩ Đông phương Ngài còn được Đức giáo hoàng nâng đỡ và cử làm Vị đại diện ở Đông phương. Với mệnh lệnh này, năm 430 Ngài kết án Nestôriô là lạc giáo tại một hội nghị ở Alexandria. Mùa hè năm 431, Ngài triệu tập và chủ tọa cộng đồng chung ở Ephesô. Nestôriô không những bị kết án mà còn bị truất phế nữa. Đức trinh Nữ được tuyên xưng là Mẹ Thiên Chúa.
Công đồng Ephêsô được Đức giáo hoàng chuẩn nhận. Nhưng hoàng đế lại không công nhận vì thánh Kirilô đã không đợi 43 giám mục có thiện cảm với Nestôriô tới họp. Thánh Kirilô bị bắt ở Tiểu Á và bị giam tù trong hai tháng. Thánh phụ Antiôkia và các người dưới quyền cắt đứt hiệp thông với Ngài. Thánh nhân trốn về Ai Cập và năm 433 kết hợp lại được với Antiôkia. Từ đó Ngài lại thúc đẩy hoàng đế chấp nhận các sắc lệnh của công đồng Ephêsô. Hoàng đế vẫn nghi ngờ Ngài cho đến khi Ngài qua đời vào năm 444. Thánh Kirilô vẫn còn dấn thân vào cuộc tranh luận Kitô học này cho đến chết.